# Marsylia
Marsylia (fr. Marseille, wymowaⓘ; oksyt. Marselha) – miasto w południowej Francji, nad Morzem Śródziemnym, ok. 100 km na południowy zachód od Alp. Jest drugim co do wielkości miastem w kraju, po Paryżu. Miasto w granicach administracyjnych gminy liczy ok. 900 000 mieszkańców, natomiast zespół miejski Marsylii w zależności od źródła liczy od 1 380 000 do 1 614 501 mieszkańców. Wraz z sąsiadującymi gminami tworzy metropolię Métropole d'Aix-Marseille-Provence z liczbą ludności na poziomie 1 898 561 osób. Jest stolicą regionu Prowansja-Alpy-Lazurowe Wybrzeże i departamentu Delta Rodanu. Od wschodnich przedmieść Marsylii do granicy z Włochami rozciąga się Lazurowe Wybrzeże. Miasto jest otoczone przez Park Narodowy Calanques.
Założona przez Greków z Fokai ok. roku 600 p.n.e. jako Μασσαλία (Massalia). Jest najstarszym miastem we Francji.
Marsylia jest dużym węzłem komunikacyjnym z jednym z największych portów morskich w Europie, międzynarodowym lotniskiem, które obsłużyło w 2019 roku ponad 10,1 miliona pasażerów, rozbudowaną siecią autostrad i linią kolei dużych prędkości TGV. Ponadto, w Marsylii funkcjonują dwie linie metra.
Marsylia była Europejską Stolicą Kultury 2013. Na przedmieściach Marsylii działa ITER, ośrodek naukowy z pierwszym reaktorem termonuklearnym.

## Geografia

### Położenie
Marsylia położona jest w południowo-wschodniej Francji, w historycznym regionie Prowansja. Jest stolicą zarazem regionu administracyjnego Prowansja-Alpy-Lazurowe Wybrzeże, jak i departamentu Delta Rodanu. Od południa i zachodu miasto oblewają wody Morza Śródziemnego, a dokładniej Zatoki Lwiej w przypadku zachodniego wybrzeża miasta.
Na wschód od miasta rozciągają się Calanque, śródziemnomorskie fiordy, strome wcięcia w skałach wapiennych tworzące dolinki. Otoczona masywami l’Estaque i l’Étoile na północy, masywem Garlaban na wschodzie, masywem Saint-Cyr i górą Mont Puget na południowym wschodzie oraz masywem Marseilleveyre na południu. Miasto położone jest ok. 100 km na południowy zachód od Alp, a dokładniej Alp Prowansalskich.

### Klimat
Marsylia znajduje się w strefie klimatu subtropikalnego typu śródziemnomorskiego, z łagodnymi zimami i ciepłymi, miejscami gorącymi latami. Średnia roczna temperatura wynosi 20 °C w dzień i 11 °C w nocy.
Średnia temperatura trzech najchłodniejszych miesięcy – grudnia, stycznia i lutego wynosi około 12–13 °C w dzień i 4 °C w nocy. Sezon z letnimi temperaturami trwa pół roku, od maja do października. W najcieplejszych miesiącach roku – lipcu i sierpniu, średnie temperatury w dzień wynoszą około 29–30 °C w ciągu dnia, 19–20 °C w nocy, a średnia dobowa temperatura morza wynosi ok. 22 °C. Temperatury powyżej 30 °C występują w 50 dniach rocznie, głównie w lipcu i sierpniu (średnio po 20 dni w każdym tym miesiącu). Kwiecień ma charakter przejściowy, ze średnią temperaturą około 19 °C w ciągu dnia i 9,5 °C w nocy, pod względem temperatury i nasłonecznienia przypomina pierwszą połowę maja w Polsce. W marcu i listopadzie średnie temperatury w dzień wynoszą około 16 °C. Miasto ma 2800–2900 godzin czystej słonecznej pogody rocznie, od 140 h (średnio 4,5 godziny dziennie, około 4 razy więcej niż w Polsce) w grudniu do około 370 h (średnio 12 godzin czystego słońca na dobę, około 1/3 więcej niż w Polsce) w lipcu.
| Miesiąc | Sty  | Lut  | Mar  | Kwi  | Maj  | Cze  | Lip  | Sie  | Wrz  | Paź  | Lis  | Gru  | Roczna |
| --- | ---- | ---- | ---- | ---- | ---- | ---- | ---- | ---- | ---- | ---- | ---- | ---- | ------ |
| Średnie temperatury w dzień [°C]                                                                                 | 12,5 | 13,3 | 16,6 | 18,4 | 23,0 | 26,4 | 29,1 | 29,3 | 24,6 | 20,7 | 15,5 | 12,9 | 20,2   |
| Średnie dobowe temperatury [°C]                                                                                  | 9,0  | 9,4  | 12,3 | 14,0 | 18,3 | 21,6 | 24,3 | 24,6 | 20,3 | 16,9 | 12,0 | 9,7  | 16,0   |
| Średnie temperatury w nocy [°C]                                                                                  | 5,6  | 5,5  | 8,0  | 9,6  | 13,7 | 16,8 | 19,5 | 19,8 | 16,0 | 13,1 | 8,5  | 6,4  | 11,9   |
| Opady [mm] | 58,4 | 30,4 | 22,5 | 61,9 | 34,3 | 23,9 | 8,9  | 29,7 | 107  | 94,4 | 64,1 | 50,4 | 586    |
| Średnie usłonecznienie [h]                                                                                       | 150  | 156  | 215  | 245  | 293  | 326  | 366  | 327  | 254  | 205  | 156  | 143  | 2836   |
| Źródło: infoclimat.fr (liczba dni z opadami dla wartości 1 mm, 1991–2020, wysokość 40 m n.p.m., 2,5 km od morza) |      |      |      |      |      |      |      |      |      |      |      |      |        |

| Miesiąc | Sty  | Lut  | Mar  | Kwi  | Maj  | Cze  | Lip  | Sie  | Wrz  | Paź  | Lis  | Gru  | Roczna |
| --- | ---- | ---- | ---- | ---- | ---- | ---- | ---- | ---- | ---- | ---- | ---- | ---- | ------ |
| Średnie temperatury w dzień [°C]                                                                              | 11,8 | 12,8 | 16,4 | 19,3 | 23,5 | 27,9 | 30,7 | 30,5 | 25,9 | 21,3 | 15,7 | 12,4 | 20,7   |
| Średnie dobowe temperatury [°C]                                                                               | 7,7  | 8,3  | 11,4 | 14,3 | 18,4 | 22,5 | 25,2 | 24,9 | 20,9 | 17,0 | 11,7 | 8,4  | 15,9   |
| Średnie temperatury w nocy [°C]                                                                               | 3,6  | 3,7  | 6,5  | 9,4  | 13,3 | 17,2 | 19,7 | 19,4 | 15,9 | 12,6 | 7,7  | 4,4  | 11,1   |
| Opady [mm] | 47,1 | 29,8 | 29,5 | 51,6 | 37,7 | 27,9 | 10,8 | 25,8 | 82,0 | 73,3 | 75,9 | 40,9 | 532    |
| Średnia liczba dni deszczowych                                                                                | 5    | 5    | 4    | 6    | 4    | 3    | 1    | 3    | 5    | 6    | 7    | 5    | 53     |
| Średnie usłonecznienie [h]                                                                                    | 148  | 173  | 235  | 251  | 299  | 338  | 372  | 334  | 264  | 196  | 151  | 138  | 2898   |
| Źródło: Météo-France (liczba dni z opadami dla wartości 1 mm, 1991–2020, wysokość 9 m n.p.m., 12 km od morza) |      |      |      |      |      |      |      |      |      |      |      |      |        |

| Sty  | Lut  | Mar  | Kwi  | Maj  | Cze  | Lip  | Sie  | Wrz  | Paź  | Lis  | Gru  | Rok  |
| ---- | ---- | ---- | ---- | ---- | ---- | ---- | ---- | ---- | ---- | ---- | ---- | ---- |
| 13,3 | 12,8 | 13,1 | 14,4 | 17,3 | 20,9 | 21,9 | 22,5 | 21,9 | 19,3 | 17,4 | 15,0 | 17,5 |

## Historia
Marsylia została założona ok. 600 p.n.e. przez Greków z Fokai i początkowo nosiła nazwę Massalia. Była pierwszym greckim polis w zachodniej Europie. W 49 p.n.e. została zdobyta przez Juliusza Cezara i włączona do rzymskiej prowincji Gallia Narbonensis. Przez kolejne 500 lat była częścią Cesarstwa Rzymskiego i korzystała z okresu pokoju (Pax Romana).
W roku 476 zdobyta przez Wizygotów, następnie przez Burgundów i Ostrogotów. Od VI wieku należała do państwa Franków. Za panowania Karola Wielkiego stała się głównym średniowiecznym frankońskim portem handlowym. W 879 roku została podporządkowana królestwu Arelat, a w X wieku Prowansji. Od 1246 roku hrabiami Prowansji byli władcy z kolejnych linii dynastycznych Andegawenów francuskich. Po ich wygaśnięciu, w 1481 roku została ostatecznie wcielona wraz z całą Prowansją do królestwa Francji. W średniowieczu miała status wolnego miasta.
W czasach nowożytnych stała się ważnym portem i bazą floty francuskiej. Po licznych buntach przeciw władzy Paryża została za czasów Ludwika XIV ściślej podporządkowana rządowi centralnemu, a portu strzegły wybudowane nad miastem forty. W 1720 roku miasto nawiedziła epidemia dżumy, która zdziesiątkowała jego populację.
Po wybuchu rewolucji francuskiej i ogłoszeniu I Republiki mieszkańcy Marsylii entuzjastycznie wsparli nowy rząd, a śpiewana przez ochotników z Marsylii pieśń Marsz wojenny Armii Renu została nazwana Marsylianką i stała się hymnem republiki. W XIX wieku Marsylia zaczęła się gwałtownie rozwijać wraz z postępującą rewolucją przemysłową i podbojami kolonialnymi Francji w północnej Afryce (od 1830 roku). Jej znacznie wzrosło jeszcze bardziej po otwarciu Kanału Sueskiego (1869), który skrócił drogę morską z portów Europy do Azji.
Podczas II wojny światowej została zbombardowana i znaczna jej część uległa zniszczeniu.

## Demografia

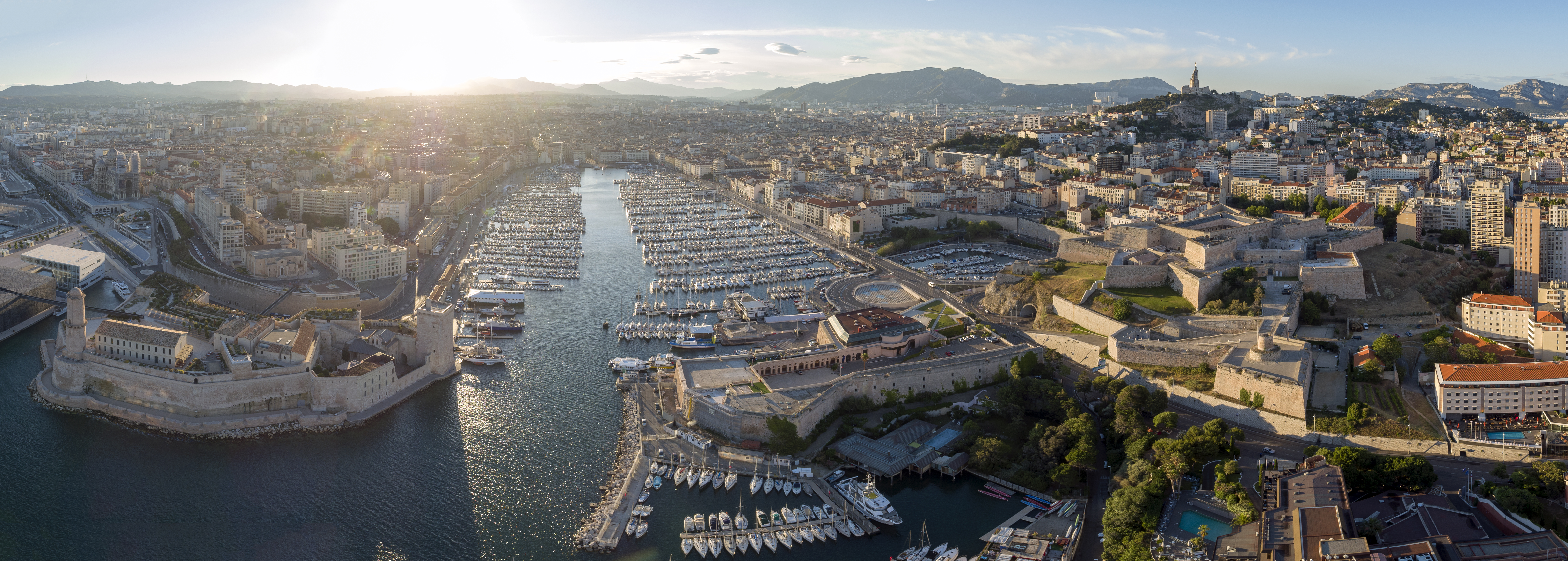
Panorama Marsylii

Marsylia jest drugim, po Paryżu największym miastem we Francji i trzecią, po Paryżu i Lyonie aglomeracją w kraju. Według danych na rok 2013 miasto zamieszkiwały 855 393 osoby. Gęstość zaludnienia wynosiła 3555 osób/km². Zgodnie z danymi Demographia: World Urban Areas, zespół miejski liczy 1 380 000 mieszkańców na obszarze 689 km², przy gęstości zaludnienia wynoszącej 2003 osób/km². Natomiast zgodnie z danymi francuskiego urzędu statystycznego, jednostka miejska Marsylii (Unité urbaine de Marseille - Aix-en-Provence) liczy 1 614 501 mieszkańców na powierzchni 1758 km², przy gęstości zaludnienia wynoszącej 918 osób/km².
W wyniku imigracji głównie ludności arabskiej do Francji, która znacząco nasiliła się od lat 70. XX wieku zmieniła się znacząco demografia tego miasta. Niegdyś miasto zamieszkiwała ludność głównie wyznania chrześcijańskiego, a na początku XXI wieku szacuje się, że już co trzeci mieszkaniec Marsylii jest wyznawcą islamu.
Wyznania religijne:
- Katolicy: 739,930 osób / 68.5% w 2019[18]
- Muzułmanie: 200,000 / 25%[19][20]
- Ateiści / niereligijni: 156.000 / 14.5%

## Gospodarka
Marsylia jest dużym ośrodkiem przemysłowym i handlowym. Miasto jest jednym z głównych ośrodków przemysłu hutniczego we Francji. Rozwinięty jest również przemysł stoczniowy, lotniczy, rafineryjny, petrochemiczny, włókienniczy i spożywczy. Znaczną część gospodarki miasta stanowi turystyka.
W mieście znajduje się dzielnica ekonomiczna Euroméditerranée, gdzie znajdują się najwyższe budynki w Marsylii: Tour CMA-CGM (147 m), Tour La Marseillaise (136 m), H99 (99 m, w budowie), Tour Mirabeau (85 m) i La Porte Bleue (56 m).

## Transport

### Transport morski
W mieście znajduje się jeden z największych portów morskich w Europie: Port Marsylia.

### Transport lotniczy
Miasto jest obsługiwane przez międzynarodowy port lotniczy Marsylia, który obsłużył w 2019 roku ponad 10,1 miliona pasażerów.

### Transport drogowy
Miasto przecina kilka autostrad:
- Autostrada A7 w stronę północną, w kierunku Lyon
- Autostrada A50(inne języki) w stronę wschodnią, w kierunku Tulon
- Autostrada A51(inne języki) w stronę północną, w kierunku departamentu Alpy Wysokie
- Autostrada A55(inne języki) w stronę zachodnią, w kierunku Nîmes

### Transport kolejowy
Marsylia ma połączenie linią kolei dużych prędkości TGV z wieloma ośrodkami miejskimi położonymi na północ od miasta, m.in. z Paryżem, Lyonem, Nîmes i Valence (poprzez linie LGV Méditerranée-LGV Rhône-Alpes-LGV Sud-Est). Dodatkowo planowana jest linia szybkiej kolei LGV Provence-Alpes-Côte d’Azur z Marsylii, poprzez Niceę i Cannes do Włoch, która ma zastąpić obecną linię kolejową Marseille – Ventimiglia. Do 2019 roku kursowały tędy międzynarodowe pociągi dużych prędkości Eurostar, których trasy zostały czasowo ograniczone ze względu na Pandemię COVID-19.
Kursują tędy także pociągi regionalne, przewoźników: TER Provence-Alpes-Côte d’Azur oraz Zou!.
Najważniejszym dworcem jest Gare de Marseille-Saint-Charles. Inne stacje kolejowe to m.in. Gare de Marseille-Blancarde, Gare de La Pomme czy Gare de Saint-Marcel.

### Komunikacja miejska
Komunikacja miejska w Marsylii:
- Metro obejmujące dwie linie o łącznej długości 21,5 km i mające 30 stacji
- Sieć tramwajowa obejmująca trzy linie o łącznej długości 15,8 km i mająca 40 przystanków
- Sieć autobusowa(inne języki) obejmująca 119 linii obsługujących całe miasto i przedmieścia. Ponadto uruchomiono trzy linie szybkiej komunikacji autobusowej. Głównym dworcem autobusowym jest dworzec Marseille Saint-Charles(inne języki).
- Promy Ferry Boat(inne języki) kursujące od maja do września. Ponadto kursują też tramwaje wodne La navette(inne języki).
- Publiczny system wypożyczania rowerów Le vélo(inne języki) mający 130 stacji i 1000 rowerów
- Kolej regionalna (zob. #Transport kolejowy)

Głównym centrum przesiadkowym jest Saint-Charles obejmujący stację metra Saint-Charles, dworzec autobusowy Marseille Saint-Charles oraz dworzec kolejowy Gare de Marseille-Saint-Charles.

## Turystyka

### Atrakcje turystyczne
- Kościół St. Victor (1365)
- bazylika Notre-Dame z lat 1853–1864,
- stara katedra La Major z XII wieku,
- nowa katedra La Mayor z lat 1852–1896,
- zamek d’If (1531),
- Muzeum Starej Marsylii (Maison Diamantée Musée du Vieux Marseille) z 1576,
- fort św. Jana w starym porcie z XVII wieku,
- ratusz XVII wieku,
- neogotycki kościół św. Wincentego à Paulo z lat 1855–1886,
- blok mieszkalny Unité d’habitation (1952) inspirowany formą i funkcją transatlantyku[23] autorstwa Le Corbusiera będący przykładem ikonicznego oraz wpływowego budynku modernistycznego XX wieku (jest na liście UNESCO od 2016)[24],
- Musée d’Histoire de Marseille (1983),
- Muzeum Cywilizacji Europejskiej i Śródziemnomorskiej (Mucem) zostało otwarte w starym porcie w 2013 i wyposażone w charakterystyczną kładke o długości 115 m[25].
- Jaskinia Cosquera, sanktuarium z epoki górnego paleolitu datowane zgodnie z wiekiem malowideł między 27 a 19 tys. lat temu

Ponadto na turystyczną atrakcyjność miasta wpływ ma również to, że hymn Francji nosi nazwę Marsylianka.
W maju 2009 Rada Unii Europejskiej wybrała Marsylię jako jedną (obok słowackich Koszyc) z Europejskich Stolic Kultury na 2013 rok.
W XX wieku działał Konsulat Generalny RP w Marsylii. Obecnie w Południowej Francji działają polskie konsulaty honorowe: we Montpellier (125 km na zachód od centrum Marsylii) i w Nicei (ok. 155 km na wschód od centrum Marsylii). Najbliższy Konsulat Generalny RP znajduje się w Lyonie (278 km na północ od centrum miasta), natomiast główna Ambasada Polski we Francji z siedzibą w Paryżu znajduje się ok. 662 km na północny zachód od centrum Marsylii.

## Sport

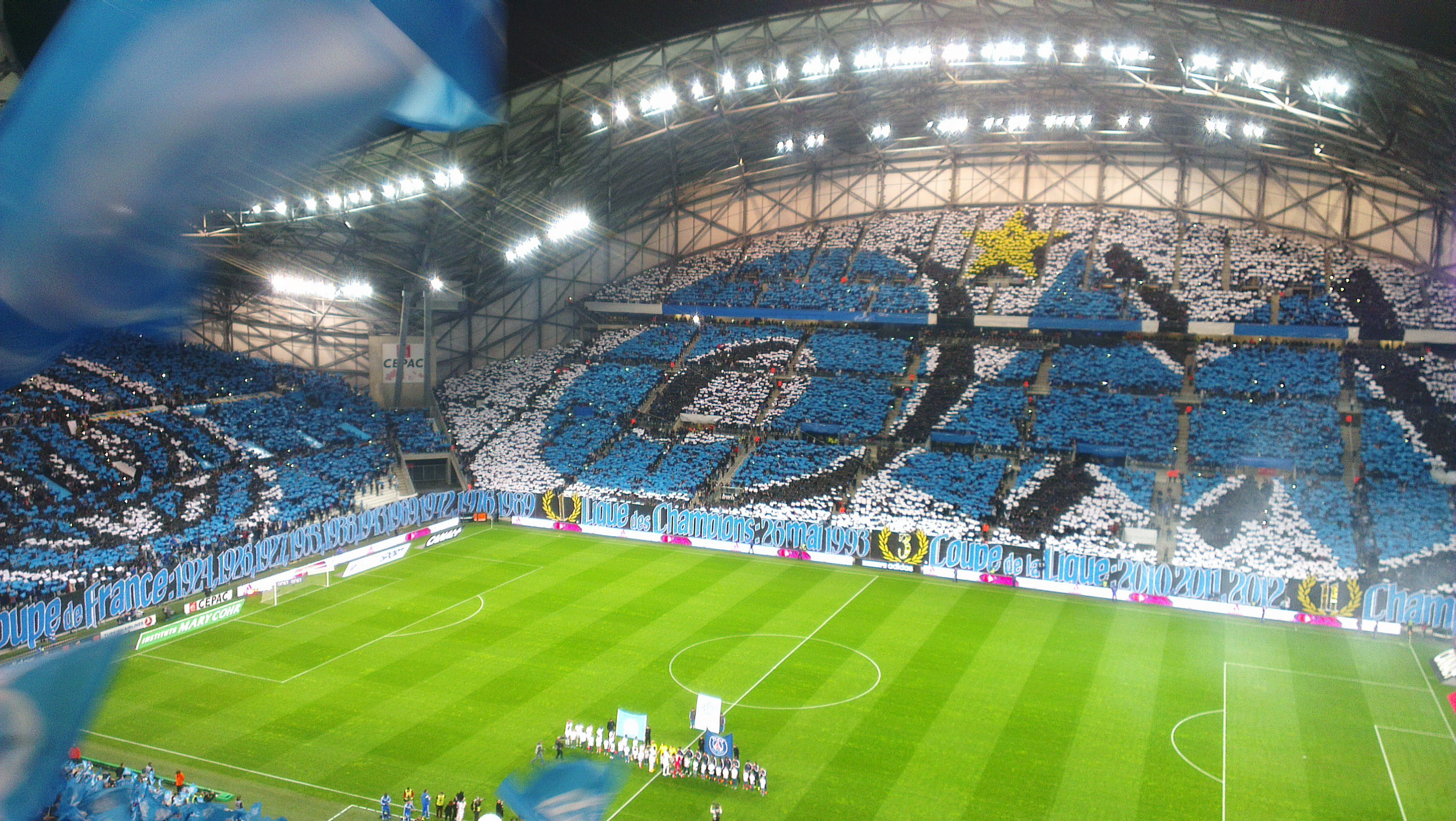
Stadion Stade Vélodrome o pojemności 67 394 widzów, główna arena klubu Olympique Marsylia.

- Olympique Marsylia (Olympique de Marseille) – klub piłkarski
- CN Marseille(inne języki), klub pływacki oraz klub piłki wodnej (water-polo)
- Marseille Beach Team(inne języki), klub piłki nożnej plażowej
- ASPTT Marseille(inne języki), klub wielosekcyjny
- Stade Marseillais Université Club(inne języki), klub wielosekcyjny
- Provence Rugby(inne języki), klub rugby (rugby union)
- Marseille Hockey Club (Spartiates de Marseille)(inne języki), klub hokejowy
- Blue Stars de Marseille(inne języki), klub futbolu amerykańskiego

## Znane osoby urodzone w Marsylii
- Adolphe Joseph Thomas Monticelli – malarz
- Adolphe Thiers – prezydent Francji
- Antoine Bussy – chemik
- Antonin Artaud – aktor, dramaturg i reżyser
- César Baldaccini – rzeźbiarz
- Charles Fabry – fizyk, profesor uniwersytetów w Marsylii i Paryżu
- Clara Morgane – francuska prezenterka telewizyjna, piosenkarka oraz była aktorka filmów pornograficznych
- Cyprien Katsaris – pianista
- Dadoo – raper
- Darius Milhaud – kompozytor
- Dumè – piosenkarz
- Edmond Rostand – pisarz i poeta
- Éric Cantona – piłkarz i aktor
- Émile Ollivier – polityk
- Ernest Reyer – kompozytor
- Fernandel – aktor i piosenkarz
- Franky Zapata – francuski konstruktor
- Honoré Daumier – malarz, realista
- Honoré d’Urfé – pisarz
- Isidore Dagnan – malarz pejzażysta
- Jean Boiteux – pływak
- Jean Leonetti – francuski polityk
- Jean-Pierre Rampal – flecista
- Jessica Fox – australijska kajakarka
- Julia Clary-Bonaparte – żona Józefa Bonaparte
- Lucas Hernández – piłkarz
- Marius Petipa – tancerz i choreograf
- Mélissa M – piosenkarka
- Nicolas Minassian – kierowca wyścigowy
- Patrick Fiori – piosenkarz
- Paul Peytral – polityk
- Peter Wyngarde – brytyjski aktor
- Philippe Saisse – klawiszowiec
- Robert Guédiguian – reżyser
- Samir Nasri – piłkarz
- Soprano (raper) – raper
- Theo Hernández – piłkarz
- Yannick Gozzoli – szachista
- Zinédine Zidane – piłkarz
- Valère Germain – piłkarz
- Victor Maurel – śpiewak
- William Meynard – pływak

## Miasta partnerskie
- Wybrzeże Kości Słoniowej: Abidżan
- Belgia: Antwerpia
- Senegal: Dakar
- Polska: Gdańsk
- Włochy: Genua
- Wielka Brytania: Glasgow
- Izrael: Hajfa
- Niemcy: Hamburg
- Japonia: Kobe
- Dania: Kopenhaga
- Maroko: Marrakesz
- Ukraina: Odessa
- Grecja: Pireus
- Chiny: Szanghaj